# قيمة شاذة

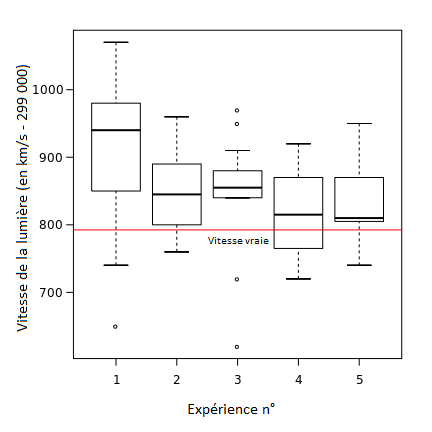

القيمة الشاذة (outlier) هي عنصر شاذ وخارج عن النسق المميز لمجموعة أو تركيبة معينة.
ففي عموم الدراسات في الإحصاء، الرياضياتيون أنجزوا خوارزميات قادرة على التخفيف من تأثير القيم الشاذة، أو إلغائها، وحتى حذفها، مستخدمين طرق الإحصاء المتين
.إلا أنه في بعض الأحيان يكون وجودها مفيدا لمعرفة سلوك تركيبة، أو منظومة.
- أما القيمة المستحيلة (anomaly) فتعتبر قراءة خاطئة لأنها تدل على ظاهرة مستحيل حدوثها.